# Hollow (canção de Alice in Chains)
"Hollow" é uma canção da banda de rock americana Alice in Chains, lançada como o primeiro single do quinto álbum da banda, The Devil Put Dinosaurs Here (2013), em 18 de dezembro de 2012. Um videoclipe dirigido por Roboshobo foi lançado em 10 de janeiro de 2013 no site oficial da banda. "Hollow" ficou 20 semanas no ranking Mainstream Rock Tracks da Billboard e atingiu a 1ª posição, permanecendo no topo durante 5 semanas.

## Créditos
- Jerry Cantrell – vocal principal, guitarra
- William DuVall – vocal de apoio, guitarra
- Mike Inez – Baixo
- Sean Kinney – Bateria

## Desempenho nas tabelas musicais

### Tabelas semanais
| Tabela (2013)                                           | Melhor posição |
| ------------------------------------------------------- | -------------- |
| Canada Active Rock (America's Music Charts)             | 9              |
| Canada Alternative Rock (America's Music Charts)        | 32             |
| Estados Unidos (Billboard Hot Rock & Alternative Songs) | 37             |
| Estados Unidos (Billboard Rock Airplay)                 | 10             |
| Estados Unidos (Billboard Alternative Airplay)          | 23             |
| Estados Unidos (Billboard Mainstream Rock)              | 1              |

### Tabela de fim de ano
| Tabela (2013)                  | Posição |
| ------------------------------ | ------- |
| US Rock Airplay (Billboard)    | 35      |
| US Mainstream Rock (Billboard) | 17      |